# 措森
措森（德語：Zossen，發音：[ˈtsɔsn̩] ⓘ，發音：[ˈsɔsnɨ]）是德国勃兰登堡州泰尔托-弗莱明县的城市，面积180.39平方千米，2023年12月31日人口为21,643人。

## 歷史
與勃蘭登堡的大多數地方一樣，措森最初是斯拉夫人的定居點。其名称可能源自“Sosna”，意思是“松樹”，一種在該地區很常見的樹。
1875年，措森的火車站開通，火車站位於從柏林到德勒斯登的鐵路線上，以及通往庫默斯多夫-古特（今阿姆梅伦塞）砲兵訓練場的普魯士軍用鐵路。1901年至1904年間，措森採用了不同的高速車輛，例如電力機車和有軌電車，用於往返柏林-馬林費爾德的交通。
1910年，溫斯多夫社區的瓦爾德施塔特地區建立了德意志帝國陸軍的試驗場和駐軍，並延續至今。第一次世界大戰期間，這裡曾是多個戰俘營的所在地，其中包括「新月營」（Halbmondlager，代表為三協約國而戰的穆斯林），德國第一座木製清真寺就建在那裡。該集中營從1915年一直持續到1917年，被用作宣傳目的的表演營，並試圖鼓勵囚犯為同盟國而戰。相鄰的清真寺街（Moscheestraße）以其結構命名，至今仍保留其名稱。
1939年至1945年間，温斯多夫是德國國防軍（OKW）和陸軍最高指揮部（OKH）的地下總部所在地。
第二次世界大戰後，該地區成為東德駐蘇聯軍隊所在地，被稱為“小莫斯科”或“禁城”，是俄羅斯以外最大的軍營，居住著多達75,000名蘇聯男女和兒童，每天都有火車往返莫斯科，直到1994年8月兩德統一後蘇聯軍隊才全部撤出。截至2019年底，舊軍營之上已建成約1,700套公寓，並計劃在隨後幾年再建造700套公寓。
2017年的新聞報導顯示，在高峰時期，營地居住著約75,000名蘇聯人；他們可以使用商店、學校和休閒中心。營地被廢棄後，當局發現「98,300發彈藥、47,000件彈藥、29.3噸彈藥和垃圾，其中包括化學品…房屋裡充滿了家用電器」。